# Gare de Rákosrendező
La gare de Rákosrendező (hongrois : Rákosrendező vasútállomás, prononcé [ˈɾaːkoʃɾɛndɛzøː ˈvɒʃuːtaːllomaːʃ]) est une gare ferroviaire secondaire de Budapest.

### Accueil

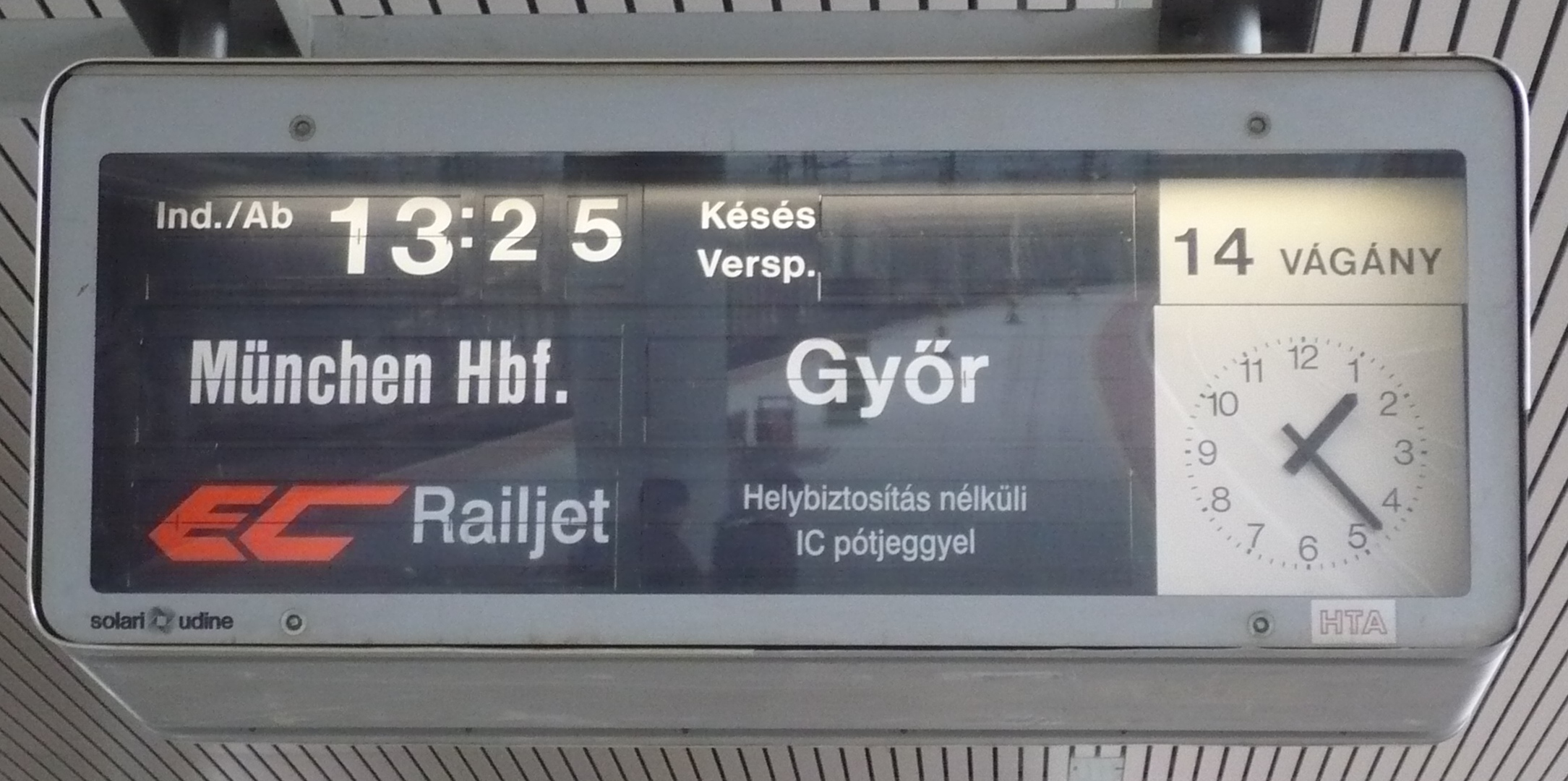

## Service aux voyageurs

### Desserte
Essentiellement consacrée au transport de marchandises, la gare assure également un accès voyageurs vers le nord de la Hongrie, notamment les villes de Dunakeszi, Vác, Nagymaros, Szob et Štúrovo (Slovaquie). A Budapest, la gare est connectée à la gare de Budapest-Nyugati, à la gare d'Istvántelek et à la gare de Rákospalota-Újpest.